# エゾニュウ
エゾニュウ（Angelica ursina）はセリ科・シシウド属の植物の一種。

## 分布
北海道、本州（北部・中部）に分布する。

## 特徴
草丈1 - 3メートルの多年草。直立した太い茎は、上部でいくつも枝分かれしている。葉は2 - 3回 3出の羽状複葉。7 - 8月に花を咲かせ、散形花序となる。
和名の「ニュウ」はアイヌ語に由来する。
主に茎の部分を山菜として利用する。非常にアクが強いため、いったん塩蔵してから塩抜きして食用とする。秋田県などでは「ニョウサク」「ミョウサク」などと呼ばれ、特に好まれる。